# Adam Cohen
Adam Cohen (ur. 18 września 1972 w Montrealu) – kanadyjski muzyk, autor piosenek, syn Leonarda Cohena i Suzanne Elrod.

## Dyskografia

### Albumy
- 2014: We Go Home (Rezolute Music/Cooking Vinyl)
- 2011: Like a Man (Decca Label Group)
- 2004: Mélancolista (Capitol Records/EMI)
- 1998: Adam Cohen (Columbia Records)

### Single i EP
- 2015: "Love Is"
- 2014: "We Go Home"
- 2012: "Sweet Dominique", "The Stranger"
- 2011: "What Other Guy", "Like a Man"
- 2004: "Happiness" (feat. Virginie Ledoyen)
- 1998: "Tell Me Everything", "Cry Ophelia"